# Мороз, Вадим Андреевич
Вадим Андреевич Моро́з (бел. Вадзім Андрэевіч Мароз; род. 20 ноября 2003, Минск) — белорусский хоккеист, нападающий клуба КХЛ «Динамо» (Минск). Игрок сборной Беларуси.

## Биография
Родился в семье белорусского хоккеиста Андрея Мороза, который выступал за национальную сборную Белоруссии, а также играл в различных клубах белорусской экстралиги (ныне является тренером).
В сезоне 2021/22 Вадим дебютировал в экстралиге за новополоцкий «Химик». В составе «химиков» провёл 35 матчей, в которых забросил 4 шайбы и отдал 3 результативные передачи.
В июне 2022 года подписал двусторонний контракт с минским «Динамо». В одном из интервью заявил, что также получал предложение от клубов из России, однако отдал предпочтение «зубрам». В ноябре 2022 года был признан лучшим новичком КХЛ. До этого в составе минского «Динамо» лучшим игроком месяца признавался лишь один игрок.
Дважды (2022, 2023) принимал участие в Кубке Первого канала в составе сборной Беларуси. В 2023 году забросил одну шайбу и отдал две результативные передачи.
На драфте НХЛ 2023 года был выбран в 3-м раунде под общим 88-м номером клубом «Аризона Койотис». Однако эксперты отмечают, что Вадиму следует сперва набраться опыта в КХЛ, прежде чем перейти в НХЛ. Контракт Мороза с «Динамо» заканчивается 30 апреля 2026 года.
23 сентября 2024 года сделал хет-трик в ворота «Барыса» (5:1). 20-летний Мороз стал самым молодым белорусским хоккеиистом, сделавшим хет-трик в КХЛ, ранее никому не удавалось сделать хет-трик в возрасте до 23 лет. Также Мороз стал первым с 2010 года белорусским игроком, который забросил три шайбы в КХЛ в равных составах.